# シュヴェルニー城
シュベルニー城はフランスのロワール渓谷、ロワール・エ・シェール県のシュベルニーにある。 土地は、シュベルニー公爵でありルイ11世の戦争会計係でも合ったアンリ・ユローによって購入された。
国家への無感覚から、アンリ2世は土地を愛妾のディアーヌ・ド・ポワチエに寄付した。しかし、彼女はシュノンソー城を好んで資産を元の持ち主の息子フィリップ・ユローに売り、彼が1624年から1630年にかけて城を築いた。
それから150年間は城の持ち主は何度も替わる。1765年には城の内部の大改修が行われた。
フランス革命時にユロー家の資産の多くは売却を余儀なくされ、一族は城を、ナポレオン・ボナパルト治世下の1802年に手放すが、1824年には買い戻している。これはブルボン朝の王政復古、シャルル10世 (フランス王)の時代のことで、この時代には再び上流階級が政治的・経済的実権を握っていた。城は今日まで一族が所有している。
1914年、他に先駆けて城の一般公開が始まった。現在もすばらしい内装や家具、タペストリー、芸術品のコレクションで有名な観光名所となっている。
およそ90頭の猟犬が敷地内で飼われており、週に2度狩りに出される。給餌の様子はビデオでも見られる（here）。
オリジナルの建築が今日まで残っているのは、おそらくごく一部であると思われる。特定のセクションをオリジナルの建築部分かどうか証明できるような、信頼に足る方法がないので、これに関してははっきりしないままである。昔の芸術家が旅行中にオリジナルの城を描いた絵はあるが、これには確かな目印がないため、どちらにしろなんの証明にもならない。
世界遺産「シュリー＝シュル＝ロワールとシャロンヌ間のロワール渓谷」に含まれる。

## 『タンタンの冒険』とのかかわり
ベルギーの漫画家エルジェは「タンタンの冒険旅行」シリーズで、シュベルニー城をモデルにムーランサール城を描いた。ムーランサール城には一番外側の翼棟がないが、残りの中央棟と左右の翼棟は、シュベルニー城とほぼ同じである（英語版にはムーランサール城の挿絵がある）。